# Najwyższe Zgromadzenie Ludowe KRLD
Najwyższe Zgromadzenie Ludowe (kor. 최고 인민 회의) – jednoizbowy parlament Korei Północnej, liczący 687 deputowanych wybieranych na 5-letnią kadencję.

## Wybory i członkostwo
Zgodnie z Konstytucją Korei Północnej, prawo wyborcze posiadają wszyscy obywatele, którzy ukończyli 17 lat, niezależnie od partyjnej przynależności, poglądów politycznych lub religii, mają czynne i bierne prawo wyborcze. W rzeczywistości jednak Korea Północna jest monopartyjnym państwem totalitarnym. Wszyscy kandydaci są wybierani przez Demokratyczny Front na rzecz Zjednoczenia Ojczyzny, zdominowany przez Partię Pracy Korei, w ręku której spoczywa prawie cała władza. 
Pozostali uczestnicy koalicji to dwie inne partie polityczne: Koreańska Partia Socjaldemokratyczna i Czundoistyczna Partia Czongu, a także wiele organizacji członkowskich, w tym grup społecznych i grup młodzieżowych, takich jak np. Socjalistyczna Liga Młodzieży Kim Ir Sena, Koreańska Demokratyczna Liga Kobiet i Towarzystwo Czerwonego Krzyża z Koreańskiej Republiki Ludowo-Demokratycznej. W wyborach jest tylko jeden kandydat wskazany przez Demokratyczny Front na rzecz Zjednoczenia Ojczyzny, a wyborca może zagłosować „tak” lub „nie”.
W 1990 roku skład północnokoreańskiego parlamentu wyglądał następująco:
- Partia Pracy Korei – 601 mandatów,
- Koreańska Partia Socjaldemokratyczna – 51 mandatów,
- Partia Czundoistyczna – 22 mandaty,
- kandydaci niezależni - 13 mandatów[3].

Kim Dzong Il nie wygłosił przemówienia na pierwszej sesji 10. Najwyższego Zgromadzenia Ludowego w 1998 roku. Zamiast tego członkowie wysłuchali nagrania przemowy Kim Ir Sena, wygłoszonej w 1991 roku podczas pierwszej sesji 9. Najwyższego Zgromadzenia Ludowego.
W wyborach do Najwyższego Zgromadzenia Ludowego w lipcu 1998 roku przewidywano wzrost znaczenia Koreańskiej Armii Ludowej. Wówczas spośród 687 delegatów zostało wybranych 101 wojskowych. Był to duży skok w porównaniu z 57 mandatami, które przypadły wojskowym w wyborach do 9. Najwyższego Zgromadzenia Ludowego w 1990 roku. We wrześniu 1998 roku przewodniczącym Prezydium Najwyższego Zgromadzenia Ludowego został Kim Yŏng Nam. W 2009 roku frekwencja wyniosła 99%, przy 100% głosów na wskazanych kandydatów. Kim Yŏng Nam pełnił funkcję przewodniczącego do kwietnia 2019 roku.
Przewodniczącym Najwyższego Zgromadzenia Ludowego jest Pak Thae-song, a wiceprzewodniczącymi An Tong-chun i Ri Hye-jong.